# Mikrokassette

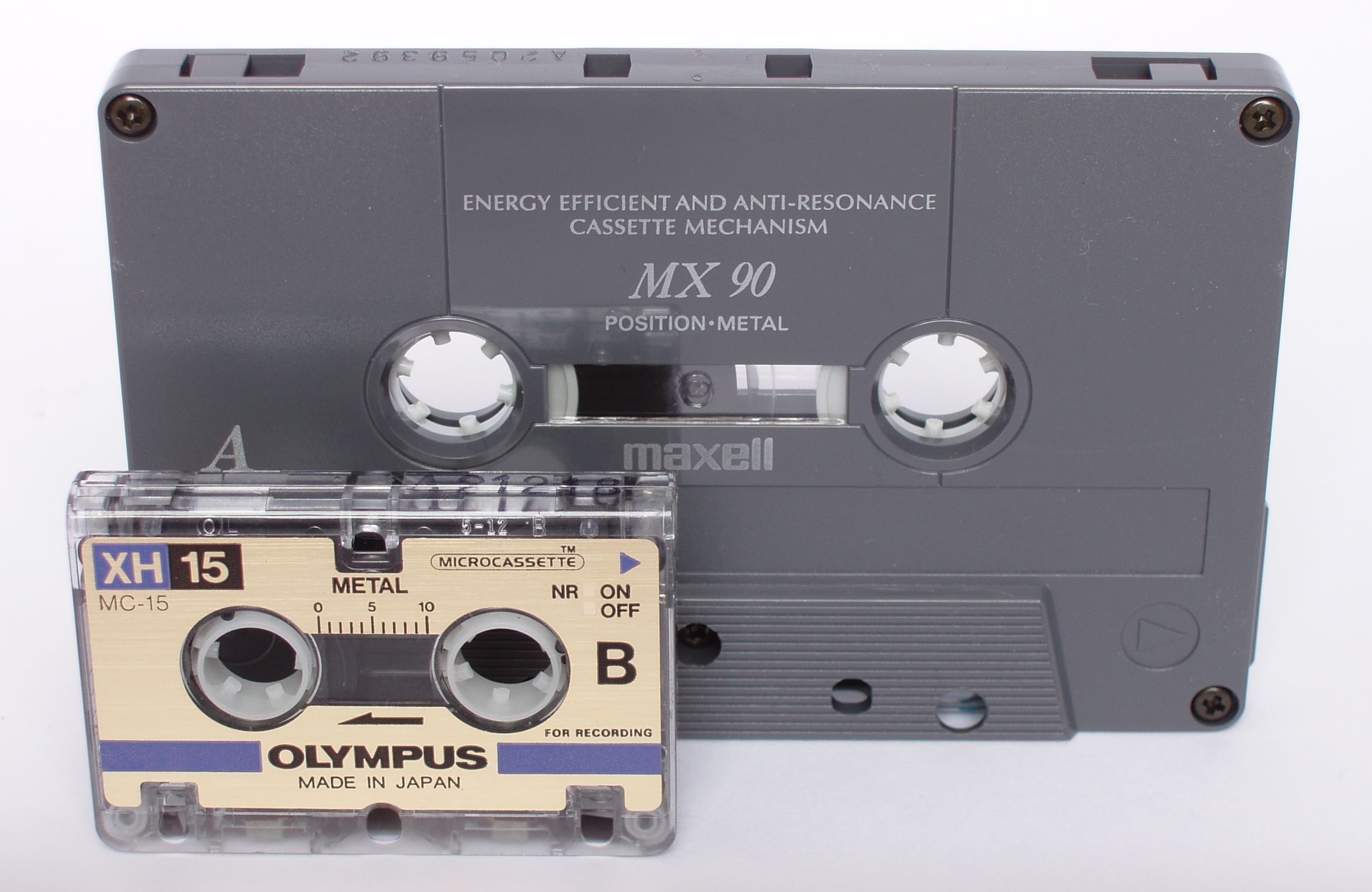
Größenvergleich zwischen der bekannteren Kompaktkassette (im Hintergrund) und Mikrokassette

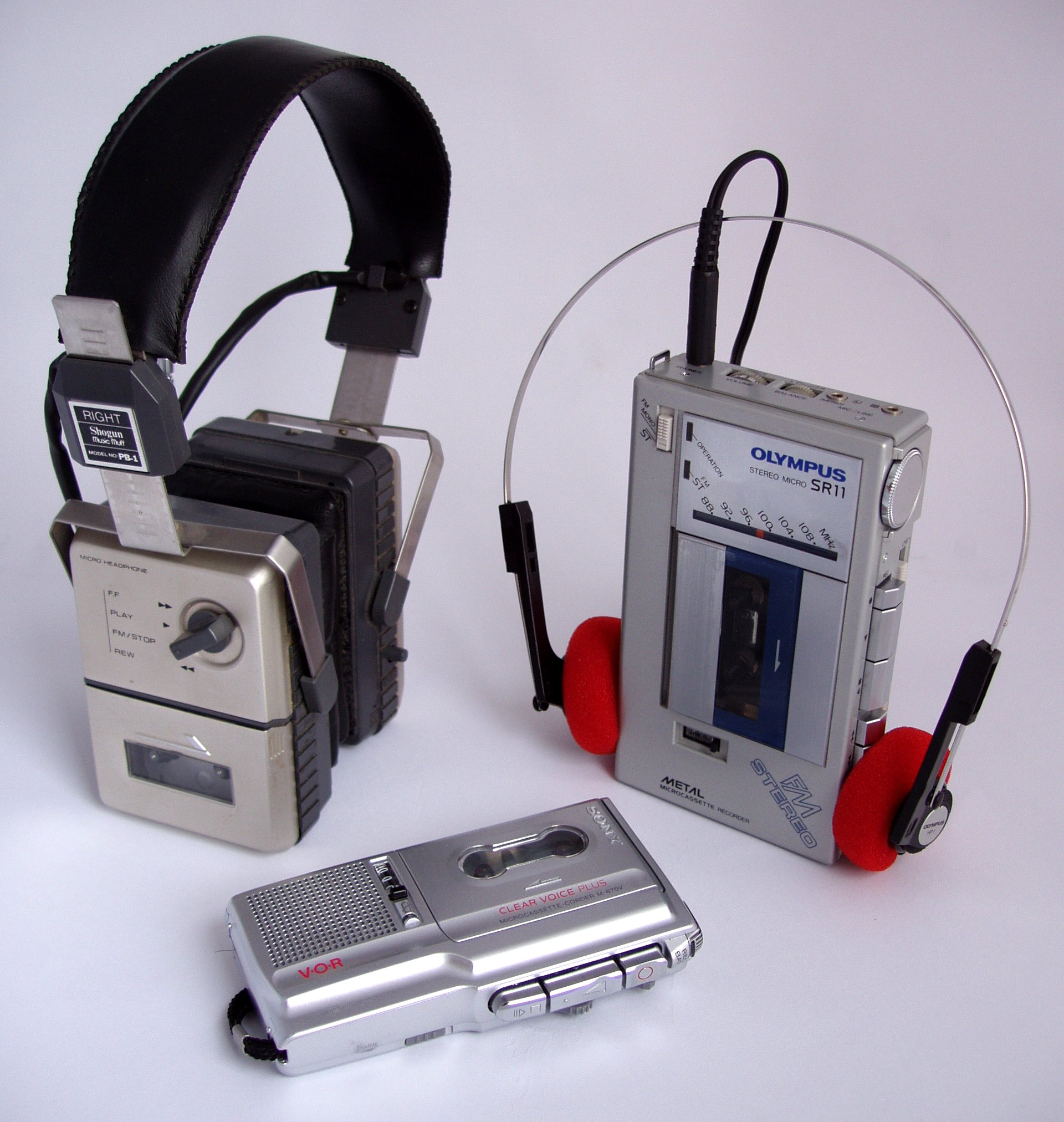
Oben links, Stereo-Kopfhörer mit eingebautem Kassettenspieler.
Oben rechts, portabler Kassettenrekorder für Kopfhöreranschluss.
Unten, Diktiergerät für Sprachaufnahmen, die noch heute meistverbreitete Anwendung der Mikrokassette.

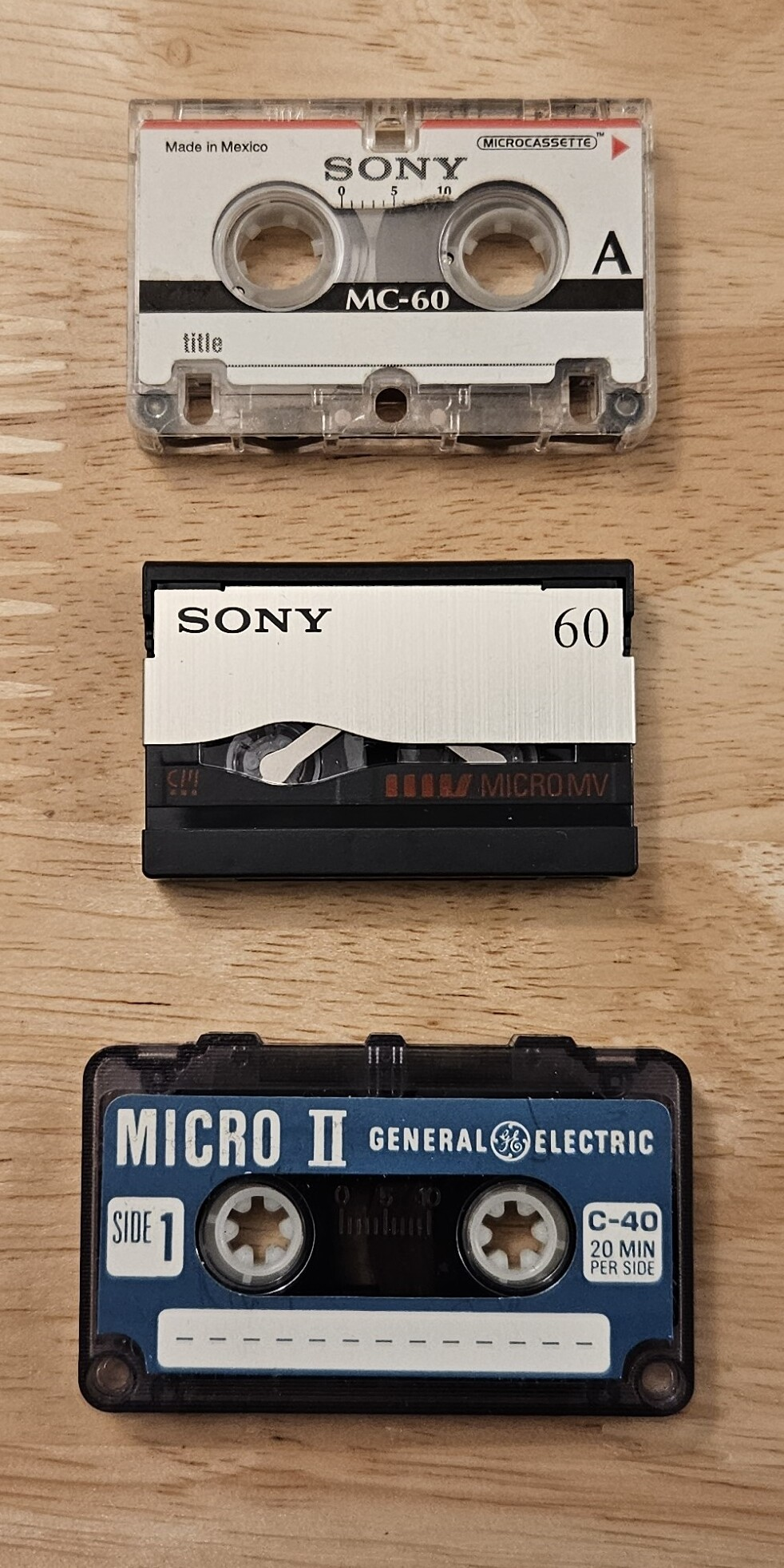
Microcassette, MicroMV und Minicassette

Eine Mikrokassette (auch Microcassette, MC) ist eine kleinere Version der Kompaktkassette (Audiokassette) und die „kleine Schwester“ der Minikassette (Audiokassette). Sie wurde von Olympus entwickelt und erstmals 1969 vorgestellt. Das Gehäuse hat die Abmessungen 50 mm × 33 mm × 8 mm (nach DIN 32750).
Durch eine langsamere Bandgeschwindigkeit von 2,4 cm/s bzw. 1,2 cm/s gegenüber 4,75 cm/s bei (Kompakt-)Kassettenrekordern ergeben sich schlechtere Klangeigenschaften. Wegen ihres begrenzten Frequenzbereiches werden Mikrokassetten hauptsächlich zur Aufnahme von Sprache verwendet, etwa in Anrufbeantwortern und Diktiergeräten.
Bei der verbreiteten Größe MC60 beträgt die Kapazität 30 Minuten pro Seite bei 2,4 cm/s, daneben gibt es die Größen MC15, MC30 und MC90.
Als 1979 besser magnetisierbare Bandsorten des Typ IV/IEC IV mit höherer Tonqualität produziert wurden, brachte Sanyo unter der aufgekauften Marke Fisher mit dem CR-M500 ein aufnahmefähiges Hifi-Mikrokassettendeck für den stationären Gebrauch auf den Markt. Sony und Panasonic folgten mit tragbaren Lösungen.
MicroMV ist ein Videokassettenstandard von Sony für ultrakompakte Camcorder mit ähnlicher Größe und 60 Minuten Spielzeit.